# 利太林酸异丙酯
利太林酸异丙酯（缩写IPH、IPPD、IPPH），即哌异丙酯，是一种含氮有机化合物，化学式C16H23NO2，带有哌啶官能团，与哌甲酯（利太林酸甲酯）是同系物，能作为兴奋剂。
由于副作用较少，哌异丙酯已被研究作为潜在的哌甲酯替代品，用于治疗注意力缺陷多动障碍（ADHD）和發作性睡病
。